# 羅伯茨鎮區 (阿肯色州傑佛遜縣)
羅伯茨鎮區（英語：Roberts Township）是位於美國阿肯色州傑佛遜縣的一個行政鎮區。

## 地方資料
羅伯茨鎮區的面積為96.57平方千米，當中陸地面積為83.76平方千米，而水域面積為12.81平方千米。根據2010年美國人口普查的數據，當地共有人口356人，而人口密度為每平方千米3.69人。